# Tori Spelling

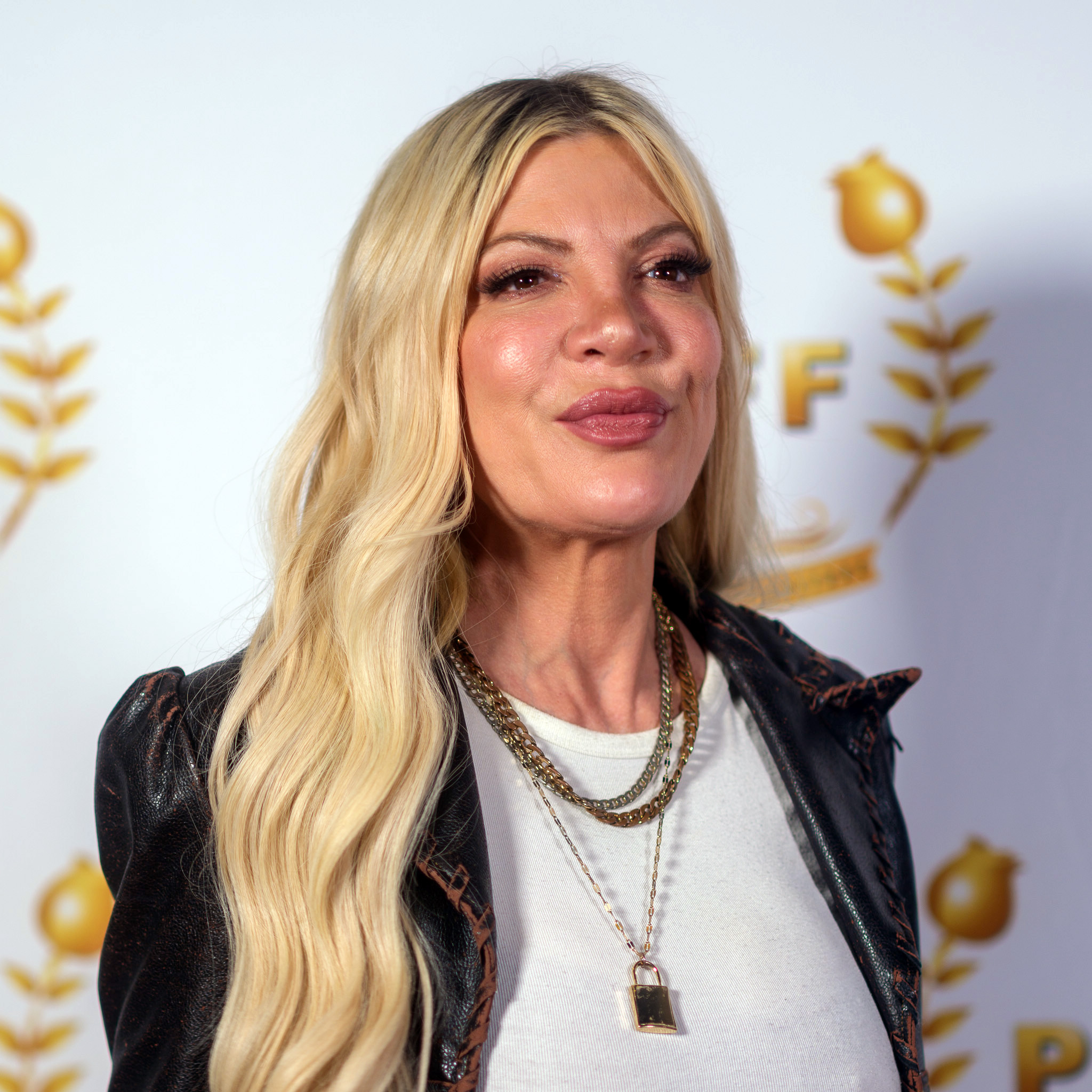
Tori Spelling (2025)

Victoria „Tori“ Davey Spelling (* 16. Mai 1973 in Los Angeles, Kalifornien) ist eine US-amerikanische Schauspielerin. Bekanntheit erlangte sie vor allem durch ihre Rolle der Donna Martin in der Fernsehserie Beverly Hills, 90210, die sie von 1990 bis 2000 spielte.

## Leben und Karriere
Tori Spelling wurde am 16. Mai 1973 in Los Angeles geboren und wuchs in Beverly Hills auf. Sie ist das ältere von zwei Kindern und die einzige Tochter des verstorbenen Fernsehproduzenten Aaron Spelling und seiner Frau Candy. Ihr Bruder ist der Schauspieler Randy Spelling. Ihre Paten waren die mittlerweile verstorbenen Schauspieler Dean Martin und Barbara Stanwyck.

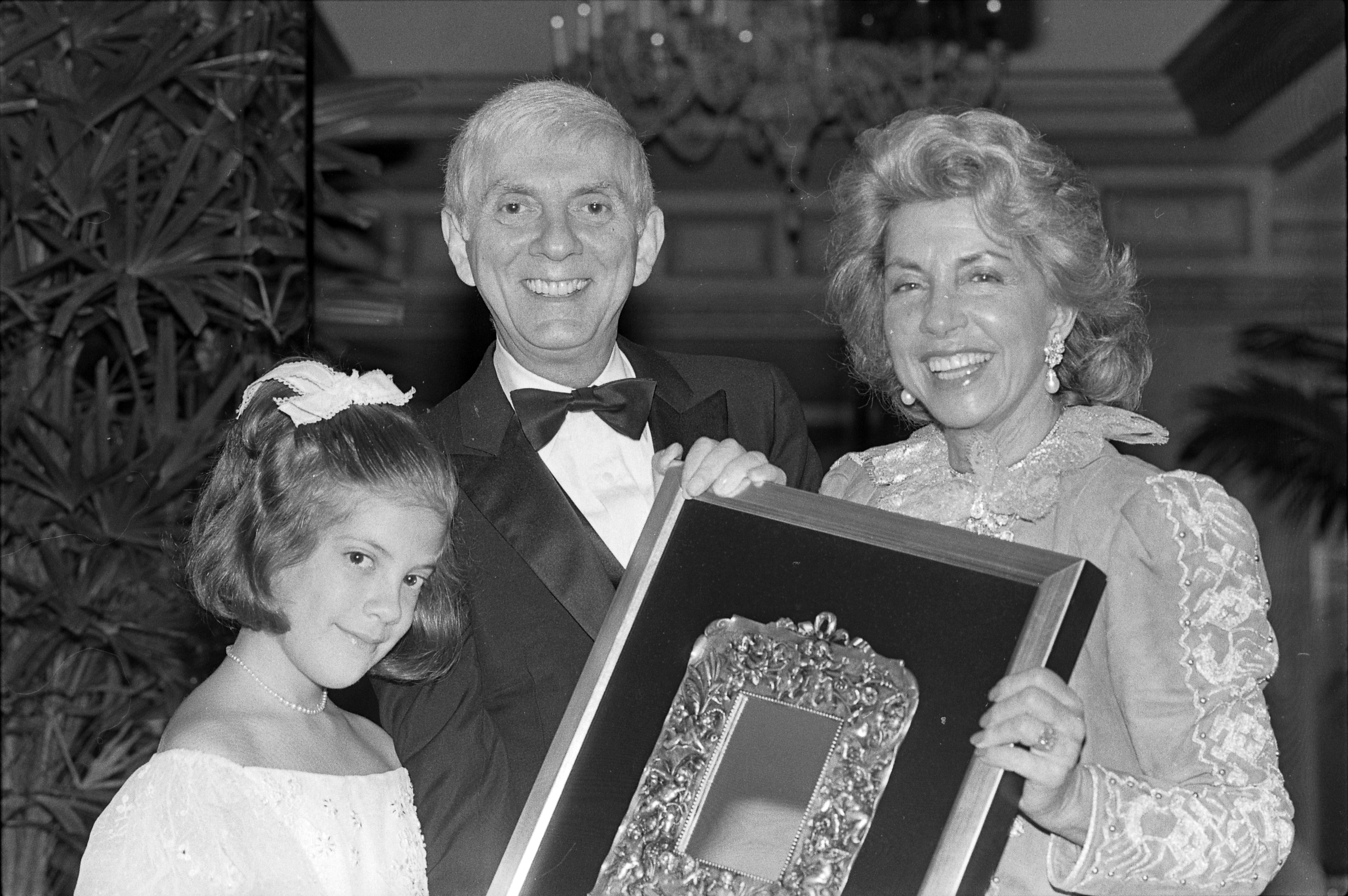
Tori Spelling mit ihrem Vater Aaron und Toni Webb (1985)

Schon als Kind wollte Spelling Schauspielerin werden und erhielt mit sieben Jahren ihre erste Rolle in der Fernsehserie Vega$ (1981), die von ihrem Vater produziert wurde. Es folgten weitere Gastauftritte in Fernsehproduktionen von Aaron Spelling wie Fantasy Island, Hotel, The Love Boat und T.J. Hooker. In der Serie California High School spielte sie in einer wiederkehrenden Rolle und gewann dafür den Young Artist Award.
Neben der High School nahm Tori Schauspielunterricht bei einem Privatlehrer. Ihren High-School-Abschluss machte sie an der Harvard-Westlake-School in Los Angeles.
Im Jahr 1990 erfuhr Spelling, dass ihr Vater gemeinsam mit Darren Star die Produktion einer neuen Fernsehserie rund um das Leben einer High-School-Clique in Beverly Hills plante. Um keine bevorzugte Behandlung als Tochter des Produzenten zu erhalten, sprach Tori unter falschem Namen für die Rolle der Kelly Taylor vor. Die Rolle ging schließlich an Jennie Garth, doch für Tori wurde auf Betreiben ihres Vaters die Rolle der Donna Martin ins Drehbuch geschrieben. Beverly Hills, 90210 wurde bald zur weltweiten Kultserie und Spelling sowie ihre Serienkollegen stiegen zu internationalen Serienstars auf.
Parallel zu ihrer Arbeit am Set von Beverly Hills, 90210 übernahm Tori auch Filmrollen. 1994 spielte sie eine der Hauptrollen in dem Film Tod eines Cheerleaders, der auf einer wahren Begebenheit basiert: Spelling spielte die Rolle der 15-jährigen Kirsten Costas (Filmname „Stacy Lockwood“), die 1984 von einer Mitschülerin erstochen wurde. Es folgten Filme wie The House of Yes und Scream 2 (beide 1997) sowie Trick (1999).

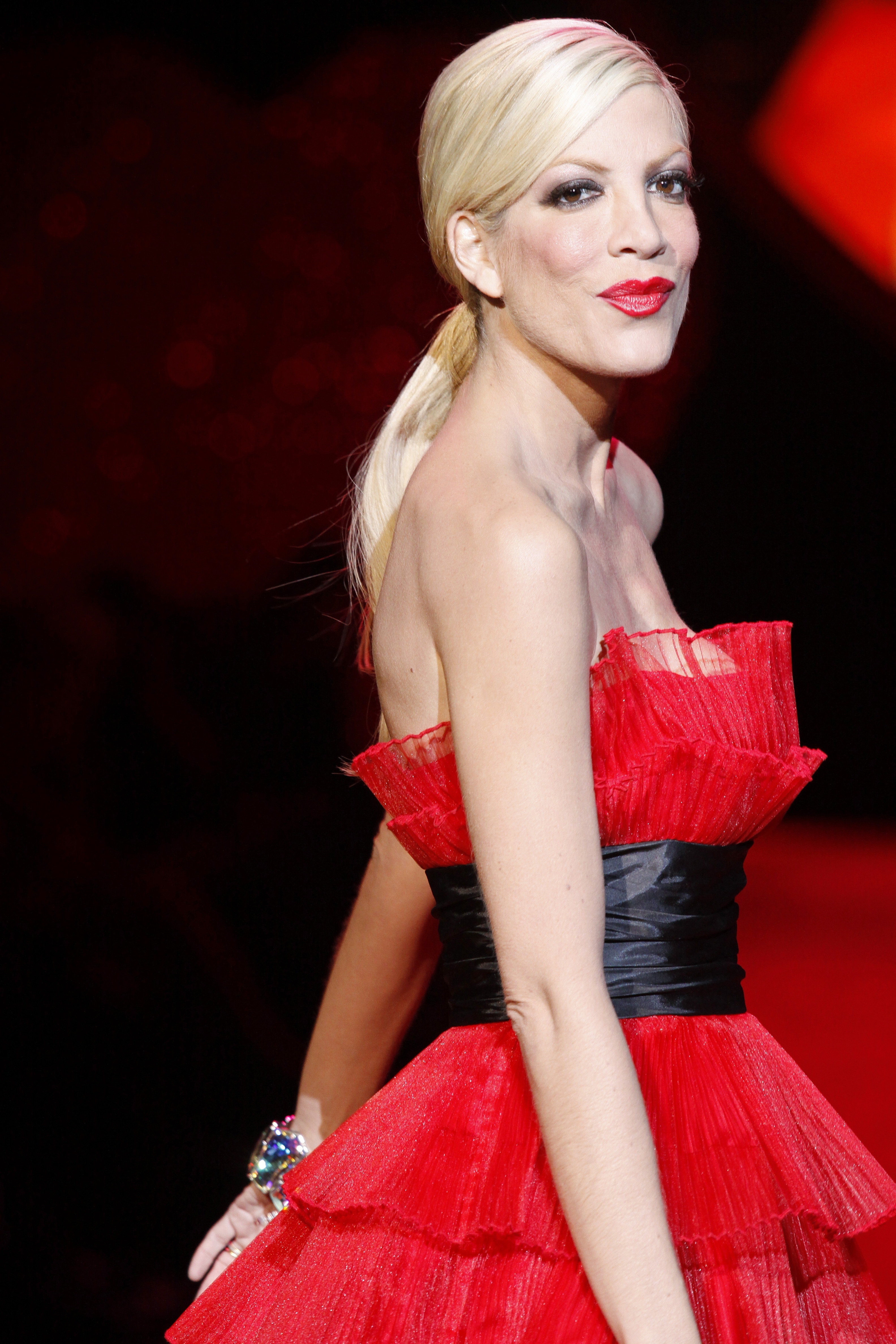
Tori Spelling (2009)

Im Jahr 2000 lief Beverly Hills, 90210 nach insgesamt 296 Episoden, von denen Spelling in 292 mitgespielt hatte, aus. Ab 2009 spielte sie in Gastauftritten bei der Neuauflage von Beverly Hills, 90210, ihre alte Rolle der Donna Martin.
In ihrer 2008 veröffentlichten Autobiografie sTORI Telling berichtet Spelling von ihrer privilegierten Kindheit, dem schwierigen Anfang ihrer Schauspielkarriere und der komplizierten Beziehung zu ihrer Mutter Candy. Mommywood, das im Jahr darauf erschien, erzählt Anekdoten über ihre Rolle als Mutter.
Im Jahr 2004 heiratete Tori Spelling den Schauspieler Charlie Shanian. Nachdem sich Spelling und ihr Filmpartner Dean McDermott am Set zu Mind Over Murder verliebt hatten, reichte Shanian Mitte Oktober 2005 die Scheidung ein. McDermott und Spelling heirateten zwei Wochen nach der Scheidung im Mai 2006. Zusammen haben die beiden fünf Kinder, drei Söhne (* 2007, 2012 und 2017) und zwei Töchter (* 2008 und 2011). Im März 2024 beantragte Spelling bei einem Gericht in Los Angeles die Scheidung von McDermott.

## Filmografie
- 1981: Vegas (Fernsehserie)
- 1983: Matt Houston (Fernsehserie)
- 1983: Shooting Stars (Fernsehfilm)
- 1983: Fantasy Island (Fernsehserie)
- 1983: Hotel
- 1983–1984: Love Boat (The Love Boat, Fernsehserie)
- 1984: T.J. Hooker (Fernsehserie)
- 1985: Glitter (Fernsehserie)
- 1985, 1987: Hotel (Fernsehserie)
- 1987: Drei heilige Kamele (The Three Kings)
- 1989: Die Wilde von Beverly Hills (Troop Beverly Hills)
- 1989: Monsters (Fernsehserie)
- 1990–1991: California High School (Fernsehserie)
- 1990–2000: Beverly Hills, 90210 (Fernsehserie)
- 1992: Melrose Place (Fernsehserie)
- 1994: Burkes Gesetz (Burke's Law)
- 1994: Tod eines Cheerleaders (A Friend To Die For, Fernsehfilm)
- 1995: Die Erinnerung bringt den Tod (Awake to Danger, Fernsehfilm)
- 1995: Biker Mice from Mars (Zeichentrickserie, Synchronstimme)
- 1996: Familienmord (Deadly Pursuits, Fernsehfilm)
- 1996: Call-Girl nach Schulschluß – Das Geheimnis einer Tochter (Co-ed Call Girl, Fernsehfilm)
- 1996: Malibu Beach (Fernsehserie)
- 1996: Amoklauf aus Eifersucht (Mother, May I Sleep with Danger?, Fernsehfilm)
- 1997: Wer hat Angst vor Jackie-O.? (The House of Yes)
- 1997: Alibi – Dein Mörder spielt mit (The Alibi, Fernsehfilm)
- 1997: Scream 2
- 1999: Trick
- 2000: Perpetrators of the Crime
- 2001: Scary Movie 2
- 2002: Naked Movie
- 2002: Way Downtown (Fernsehfilm)
- 2003: So Downtown (Fernsehserie)
- 2003: Sol Goode
- 2003: Evil Alien Conquerors
- 2003: Carol und die Weihnachtsgeister (A Carol Christmas, Fernsehfilm)
- 2004: The Help (Fernsehserie)
- 2004: Office Girl (Fernsehserie)
- 2004: 50 Ways to Leave Your Lover
- 2005: Die falsche Mutter (Hush, Fernsehfilm)
- 2005: Family Plan (Fernsehfilm)
- 2005: American Dad (American Dad!, Zeichentrickserie, Synchronstimme)
- 2005: Family Guy – Die unglaubliche Geschichte des Stewie Griffin (Family Guy Presents Stewie Griffin: The Untold Story, Zeichentrickfilm, Synchronstimme)
- 2006: So noTORIous (Fernsehserie)
- 2006: Family Guy (Zeichentrickserie, Synchronstimme)
- 2006: Mind Over Murder (Fernsehfilm)
- 2007: Housesitter (Fernsehfilm)
- 2007: Cthulhu
- 2007: Kiss the Bride
- 2007–2009: Smallville (Fernsehserie)
- 2008: Mother Goose Parade (Fernsehfilm)
- 2009: Rick & Steve the Happiest Gay Couple in All the World (Fernsehserie)
- 2009: 90210 (Fernsehserie)
- 2012: Der große Weihnachtsauftritt (The Mistle-Tones, Fernsehfilm)
- 2018: Sharknado 6: The Last One (The Last Sharknado: It’s About Time, Fernsehfilm)
- 2019: BH90210 (Fernsehserie)
- 2019, 2022: The Masked Singer (Fernsehsendung, Teilnehmerin Staffel 1, 8. Platz; Gastauftritt Staffel 8)
- 2020: High School Crimes & Misdemeanors (Fernsehserie)

## Bibliografie

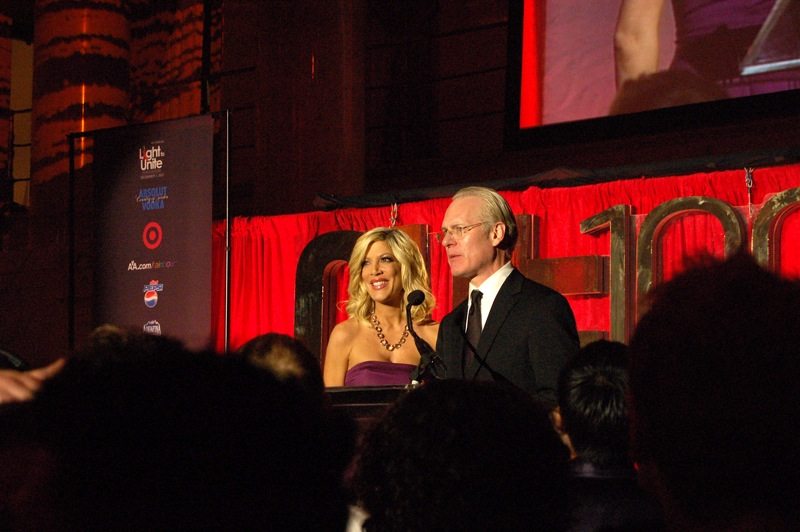
Tim Gunn und Spelling als Co-Moderatorin im November 2007

- 2008: sTORI Telling
- 2009: Mommywood
- 2010: uncharted terriTORI
- 2010: Presenting Tallulah